# Une excursion mouvementée
Pour l’article homonyme, voir Going, Going, Gone.

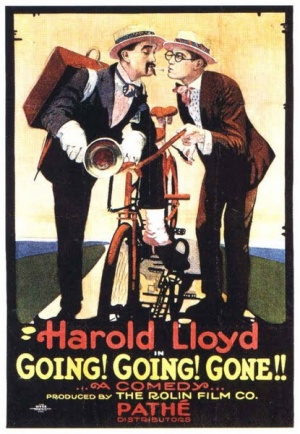
Affiche du film.

Une excursion mouvementée (Going! Going! Gone!) est un film américain réalisé par Gilbert Pratt et sorti en 1919.

## Synopsis
Un groupe de jeunes femmes se baignent dans un ruisseau. Un crabe s'accroche au pied de l'une d'elles. Les autres filles, dont Miss Goulash, voient Harold et Snub qui libèrent la fille des pinces du crabe. Harold et Snub partent sur leur vélo tandem. Deux escrocs volent un sac d'argent dans une gare et utilisent une voiture comme véhicule de fuite. Lorsque la voiture cale, les escrocs font appel à Harold et Snub pour les aider à la pousser sur la route. Pendant qu'Harold et Snub poussent, les escrocs volent leur vélo. Pendant ce temps, le shérif local a été informé du vol, et on lui a dit que les escrocs se sont échappés dans une voiture, le véhicule qu'Harold et Snub occupent désormais. Un groupe poursuit la voiture et finit par capturer Harold et Snub. Ils sont emmenés au bureau du shérif.

## Fiche technique
- Titre original : Going! Going! Gone![1]
- Réalisation : Gilbert Pratt
- Scénario : Hal Roach
- Producteur : Hal Roach
- Production : Rolin Film Company
- Distributeur : Pathé Exchange
- Date de sortie : 26 janvier 1919

## Distribution

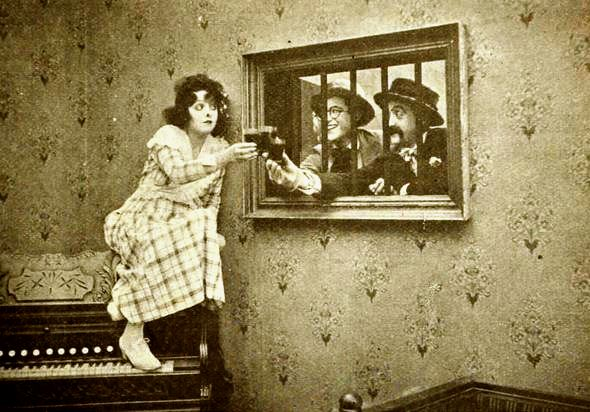
Bebe Daniels, Harold Lloyd et Snub Pollard.

- Harold Lloyd
- Snub Pollard : Snub
- Bebe Daniels : Miss Goulash
- William Blaisdell
- Sammy Brooks
- Harry Burns
- Billy Fay
- William Gillespie
- Wallace Howe
- Dee Lampton
- Gus Leonard
- Belle Mitchell
- Marie Mosquini
- James Parrott
- Bud Jamison : Professeur Goulash